# Maciej Maciusiak
Maciej Maciusiak (* 28. März 1982 in Zakopane) ist ein ehemaliger polnischer Skispringer und heutiger Skisprungtrainer.

## Werdegang

### Skispringer
Maciusiak startete anfangs für TS Wisła Zakopane, wechselte aber im Laufe seiner Karriere aufgrund eines Studiums in Katowice zu AZS AWF Katowice. Bei internationalen Wettbewerben konnte er keine Erfolge feiern, sodass seine Versuche, sich für die Weltcupspringen in Zakopane zu qualifizieren, sowohl in der Saison 1999/2000 als auch 2001/2002 erfolglos blieben. Auch im zweitklassigen Continental Cup erreichte Maciusiak nie die Punkteränge.
Bei den polnischen Meisterschaften gewann er zwei Medaillen. So wurde er 2002 gemeinsam mit Krystian Długopolski und Robert Mateja Dritter für TS Wisła Zakopane. Zwei Jahre später gewann er von der Orlinek in Karpacz zusammen mit Krystian Długopolski, Tomisław Tajner und Tomasz Pochwała den Meistertitel für AZS AWF Katowice. Darüber hinaus belegte er 1998 den dritten Platz mit der Staffel von TS Wisła Zakopane bei polnischen Meisterschaften in der Nordischen Kombination.
Nach der Saison 2004/05 beendete Maciusiak seine Karriere.

### Skisprungtrainer
In der Saison 2005/2006 wurde Maciusiak parallel zu seinem Studium Assistent des polnischen Jugendtrainers Piotr Fijas. Nachdem er in den folgenden Jahren für den polnischen Skiverband gearbeitet hatte, wurde er zur Saison 2011/12 von diesem zum Assistenztrainer des polnischen Jugendkaders an der Seite von Robert Mateja ernannt. Seit 2012 ist er in verschiedenen Funktionen für den B- oder C-Kader der polnischen Nationalmannschaft verantwortlich und trainierte dabei unter anderem Springer wie Dawid Kubacki, Maciej Kot und Jakub Wolny. Momentan ist er erneut Trainer des polnischen B-Kaders, der vor allem im Continental Cup antritt.